# Reinhold Kauder
Reinhold Kauder (* 30. ledna 1950 Bückeburg, Dolní Sasko) je bývalý západoněmecký vodní slalomář, kanoista závodící v kategorii C1.
Na mistrovstvích světa získal dvě zlaté (C1 – 1971; C1 družstva – 1969) a dvě stříbrné medaile (C1 – 1969; C1 družstva – 1971). V individuálním závodě C1 na Letních olympijských hrách 1972 vybojoval stříbro.